# Misión San Pablo
Misión San Pablo är en ort i Mexiko.   Den ligger i kommunen Ciudad Apodaca och delstaten Nuevo León, i den centrala delen av landet, 700 km norr om huvudstaden Mexico City. Misión San Pablo ligger 399 meter över havet och antalet invånare är 8 174.
Terrängen runt Misión San Pablo är platt. Runt Misión San Pablo är det tätbefolkat, med 343 invånare per kvadratkilometer. Närmaste större samhälle är Monterrey, 18,9 km väster om Misión San Pablo. Trakten runt Misión San Pablo består i huvudsak av gräsmarker.